# Liste von Terroranschlägen in Palästina
Die Liste von Terroranschlägen in den Palästinensischen Autonomiegebieten beinhaltet eine Übersicht über in den Palästinensischen Autonomiegebieten geschehene Terroranschläge.

## Erläuterung
In der Spalte Politische Ausrichtung ist die politische bzw. weltanschauliche Einordnung der Täter angegeben: faschistisch, rassistisch, nationalistisch, nationalsozialistisch, sozialistisch, kommunistisch, antiimperialistisch, islamistisch (schiitisch, sunnitisch, deobandisch, salafistisch, wahhabitisch), hinduistisch. Bei vorrangig auf staatliche Unabhängigkeit oder Autonomie zielender Ausrichtung ist autonomistisch vorangestellt, gefolgt von der Region oder der Volksgruppe und ggf. weiteren Merkmalen der Täter: armenisch, irisch (katholisch), kurdisch, tirolisch, tschetschenisch, dagestanisch, punjabisch (sikhistisch), palästinensisch.
Die Opferzahlen der Anschläge werden farbig dargestellt:

Die Zahl bei den Anschlägen getöteter/verletzter Täter ist in Klammern ( ) gesetzt.

## 1978
| Datum/Beginn      | Ort            | Artikel/Quelle(n) | Täter | Politische Ausrichtung                          | Mittel      | Ziel | Tote | Verletzte | Hintergrund                           |
| ----------------- | -------------- | ----------------- | ----- | ----------------------------------------------- | ----------- | ---- | ---- | --------- | ------------------------------------- |
| 19. November 1978 | Mitzpe Jericho | [ 1 ]             | PLO   | autonomistisch, palästinensisch-nationalistisch | Sprengstoff | Bus  | 4    | 37        | Israelisch-Palästinensischer Konflikt |

## 1992
| Datum/Beginn  | Ort  | Artikel/Quelle(n) | Täter | Politische Ausrichtung                              | Mittel             | Ziel             | Tote | Verletzte | Hintergrund                           |
| ------------- | ---- | ----------------- | ----- | --------------------------------------------------- | ------------------ | ---------------- | ---- | --------- | ------------------------------------- |
| 07. Juli 1992 | Gaza | [ 2 ]             | Fatah | palästinensisch-nationalistisch, sozialdemokratisch | Messer, Pistole(n) | Hamas-Mitglieder | 1    | 50        | Israelisch-Palästinensischer Konflikt |

## 1994
| Datum/Beginn  | Ort       | Artikel/Quelle(n) | Täter                        | Politische Ausrichtung | Mittel | Ziel           | Tote | Verletzte | Hintergrund                           |
| ------------- | --------- | ----------------- | ---------------------------- | ---------------------- | ------ | -------------- | ---- | --------- | ------------------------------------- |
| 02. März 1994 | Jericho   | [ 3 ]             | Palästinensische Extremisten |                        |        | Militäreinheit | 1    | 20        | Israelisch-Palästinensischer Konflikt |
| 15. März 1994 | nahe Gaza | [ 4 ]             | Palästinensische Extremisten |                        |        | Militäreinheit |      | 30        | Israelisch-Palästinensischer Konflikt |

## 1995
| Datum/Beginn   | Ort         | Artikel/Quelle(n) | Täter                             | Politische Ausrichtung                                                                    | Mittel                             | Ziel | Tote   | Verletzte | Hintergrund                           |
| -------------- | ----------- | ----------------- | --------------------------------- | ----------------------------------------------------------------------------------------- | ---------------------------------- | ---- | ------ | --------- | ------------------------------------- |
| 02. April 1995 | Gaza        | [ 5 ]             | Hamas                             | palästinensisch-nationalistisch, sunnitisch-islamistisch, antizionistisch, antisemitisch  | Sprengsatz                         |      | 8      | 30        | Israelisch-Palästinensischer Konflikt |
| 09. April 1995 | Kefar Darom | [ 6 ]             | Islamischer Dschihad in Palästina | palästinensisch-nationalistisch, islamistisch, islamisch-nationalistisch, antizionistisch | Selbstmordattentäter mit Autobombe | Bus  | 7 (+1) | 40        | Israelisch-Palästinensischer Konflikt |

## 1998
| Datum/Beginn       | Ort    | Artikel/Quelle(n) | Täter | Politische Ausrichtung | Mittel     | Ziel                 | Tote | Verletzte | Hintergrund |
| ------------------ | ------ | ----------------- | ----- | ---------------------- | ---------- | -------------------- | ---- | --------- | ----------- |
| 30. September 1998 | Hebron | [ 7 ]             |       |                        | 2 Granaten | Soldaten, Zivilisten | 0    | 24        |             |

## 2001
| Datum/Beginn      | Ort      | Artikel/Quelle(n) | Täter                           | Politische Ausrichtung | Mittel                      | Ziel                       | Tote    | Verletzte | Hintergrund                           |
| ----------------- | -------- | ----------------- | ------------------------------- | --- | --------------------------- | -------------------------- | ------- | --------- | ------------------------------------- |
| 12. Dezember 2001 | Immanuel | [ 8 ]             | Hamas, al-Aqsa-Märtyrerbrigaden | palästinensisch-nationalistisch, sunnitisch-islamistisch, islamisch-nationalistisch, islamisch-fundamentalistisch, antizionistisch, antisemitisch, sozialistisch | 2 Sprengsätze, Schusswaffen | Israelische Siedler in Bus | 11 (+1) | 30        | Israelisch-Palästinensischer Konflikt |

## 2002
| Datum/Beginn     | Ort             | Artikel/Quelle(n) | Täter | Politische Ausrichtung | Mittel                | Ziel                             | Tote   | Verletzte | Hintergrund                           |
| ---------------- | --------------- | ----------------- | ----- | --- | --------------------- | -------------------------------- | ------ | --------- | ------------------------------------- |
| 16. Februar 2002 | Karnei Schomron | [ 9 ]             | PFLP  | autonomistisch-palästinensisch | Selbstmordattentäter  | Pizzeria, Israelische Zivilisten | 2 (+1) | 20        | Israelisch-Palästinensischer Konflikt |
| 07. März 2002    | Gazastreifen    | [ 10 ]            | Hamas | palästinensisch-nationalistisch, sunnitisch-islamistisch, islamisch-nationalistisch, islamisch-fundamentalistisch, antizionistisch, antisemitisch | Schusswaffe, Granaten | Zivilisten                       | 5 (+1) | 24        | Israelisch-Palästinensischer Konflikt |
| 19. Juni 2002    | Jerusalem       | [ 11 ]            | Hamas | palästinensisch-nationalistisch, sunnitisch-islamistisch, islamisch-nationalistisch, islamisch-fundamentalistisch, antizionistisch, antisemitisch | Selbstmordattentäter  | Zivilisten                       | 6 (+1) | 37        | Israelisch-Palästinensischer Konflikt |

## 2003
| Datum/Beginn   | Ort  | Artikel/Quelle(n) | Täter                              | Politische Ausrichtung | Mittel      | Ziel                                | Tote | Verletzte | Hintergrund                           |
| -------------- | ---- | ----------------- | ---------------------------------- | ---------------------- | ----------- | ----------------------------------- | ---- | --------- | ------------------------------------- |
| 09. April 2003 | Jaba | [ 12 ]            | vermutlich Avengers of the Infants |                        | Sprengstoff | Schule, Palästinensische Zivilisten | 0    | 20        | Israelisch-Palästinensischer Konflikt |

## 2007
| Datum/Beginn     | Ort  | Artikel/Quelle(n) | Täter | Politische Ausrichtung | Mittel                                          | Ziel                    | Tote | Verletzte | Hintergrund                           |
| ---------------- | ---- | ----------------- | ----- | --- | ----------------------------------------------- | ----------------------- | ---- | --------- | ------------------------------------- |
| 03. Februar 2007 | Gaza | [ 13 ]            |       | | Brandstiftung                                   | Universität             | 17   | 200       | Israelisch-Palästinensischer Konflikt |
| 14. Mai 2007     | Gaza | [ 14 ]            | Hamas | palästinensisch-nationalistisch, sunnitisch-islamistisch, islamisch-nationalistisch, islamisch-fundamentalistisch, antizionistisch, antisemitisch | Artillerie, Automatische Schusswaffen           | Militärtrainingszentrum | 9    | 20        | Israelisch-Palästinensischer Konflikt |
| 12. Juni 2007    | Gaza | [ 15 ]            | Hamas | palästinensisch-nationalistisch, sunnitisch-islamistisch, islamisch-nationalistisch, islamisch-fundamentalistisch, antizionistisch, antisemitisch | Automatische Schusswaffen, Mörser, Panzerfäuste | Polizeihauptquartier    | 10   | 30        | Israelisch-Palästinensischer Konflikt |

## 2017
| Datum/Beginn    | Ort       | Artikel/Quelle(n)                       | Täter                                                     | Politische Ausrichtung     | Mittel | Ziel                 | Tote   | Verletzte | Hintergrund                           |
| --------------- | --------- | --------------------------------------- | --------------------------------------------------------- | -------------------------- | ------ | -------------------- | ------ | --------- | ------------------------------------- |
| 08. Januar 2017 | Jerusalem | Anschlag in Jerusalem am 8. Januar 2017 | IS (verantwortlich gemacht), Groups of Martyr Baha Eleyan | salafistisch, wahhabitisch | Lkw    | Israelische Soldaten | 4 (+1) | 17        | Israelisch-Palästinensischer Konflikt |